# The One with the Lesbian Wedding
The One Med Lesbian Wedding er det ellevte episode af sæson to af tv-serien Venner. Det tiltrak mild kontroverser og censur som et resultat af sin skildring af homoægteskab, selv om det var væsentligt mindre end forventet. Denne episode blev vist for første gang den 18. januar 1996.

## Plot
Ross' eks-kone Carol fortæller om hendes planer, om at gifte sig med hendes lesbisk partner Susan; Ross' søster Monica arrangerer brylluppet. Carols forældre nægter at deltage i brylluppet, hvilket gør at Carol tvivler på hendes beslutning om at gifte sig, men Ross – i første omgang tilbageholdende med at se sin ekskone gifte sig igen – opmuntrer hende til at gå videre med bryllupsplanerne på trods af sine forældres mening.
Joey laver sin første optræden i den langvarige sæbeopera Horton-sagaen, som Dr. Drake Ramoray.
En af Phoebes massageklienter, Rose Adelman, dør på massagebordet og hendes ånd bliver hængende i Phoebe.
Rachels mor, Sandra, tager en stor beslutning efter at have set hvordan Rachel har lært at klare sig selv: hun bliver skilt fra Rachels far.

## Gæsteoptrædener
| Skuespiller      | Rolle         |
| ---------------- | ------------- |
| Jane Sibbett     | Carol Willick |
| Jessica Hecht    | Susan Bunch   |
| Candace Gingrich | Embedsmand    |
| Lea DeLaria      | Kvinde        |
| Phil Leeds       | Mr. Adleman   |
| Marlo Thomas     | Sandra Green  |